# Horacio Gutiérrez
Horacio Gutiérrez (* 28. August 1948 in Havanna) ist ein Kubanoamerikaner und klassischer Pianist.

## Jugend
Gutiérrez ist der älteste Sohn von vier Kindern des Ehepaares Tomás V. Gutiérrez und Josefina Fernandez Gutiérrez. Seine Mutter, selbst eine erfahrene Pianistin, war seine erste Klavierlehrerin. Schon im Alter von vier Jahren spielte er vor Publikum. Mit elf Jahren gab er sein Debüt als Solist bei der Havana Symphony, mit einem Klavierkonzert Haydns. Seinen ersten regulären Klavierunterricht bekam er von César Pérez Sentenat.
Als Fidel Castro 1959 die Macht in Kuba übernahm, entschied sich seine Familie, das Land zu verlassen. Allerdings dauerte es dann noch zwei Jahre, bis die Familie 1961 in die Vereinigten Staaten flüchten konnte. Sie fanden ihr neues Zuhause in Los Angeles, wo Gutiérrez als 13-Jähriger das Glück hatte, mit dem aus Russland stammenden Sergei Tarnowsky einen neuen kompetenten Lehrer zu finden. Von Tarnowsky hatte schon Horowitz in den frühen 1910er Jahren an der Nationalen Musikakademie der Ukraine in Kiew Klavierunterricht erhalten. Dem schloss sich ein Studium an der Juilliard School bei Adele Marcus, einer Schülerin des russischen Pianisten Josef Lhévinne an. Einen weiteren intensiven Klavierunterricht erhielt er danach bei dem amerikanischen Pianisten William Masselos, einem Schüler Carl Friedbergs, der wiederum bei Clara Schumann und Johannes Brahms studiert hatte.

## Karriere
Seinen ersten Fernsehauftritt im amerikanischen Fernsehen hatte Gutiérrez, als er in der von 1958 bis 1972 von Leonard Bernstein mit den New Yorker Philharmonikern gestalteten Serie Young People’s Concerts den letzten Satz aus Modest Mussorgskys Komposition Bilder einer Ausstellung, Das goldene Tor von Kiew, als Solist spielte.
Am 23. August 1970 gab er sein Debüt mit den von Zubin Mehta dirigierten Los Angeles Philharmonikern mit Rachmaninoffs 3. Klavierkonzert. Der deutsch-amerikanische Musikkritiker Martin Bernheimer beschrieb in der Los Angeles Times die Vorstellung Gutiérrez als spektakulär.
Gutiérrez lebt mit seiner Frau, der Pianistin Patricia Asher, die er an der Juilliard School als Studentin kennengelernt hatte, in den Vereinigten Staaten. Sie war ebenfalls eine Schülerin William Masselos und Adele Marcus. Er war von 1996 bis 2003 Distinguished Professor of Music an der University of Houston. Danach führte ihn sein Weg an die Manhattan School of Music. Seine Karriere als Pianist erstreckt sich über vier Jahrzehnte, und er ist besonders bei Kennern der klassischen Musik als besonders überragender Virtuose des 20. Jahrhunderts bekannt.
Gutiérrez leidet an einer Schleimbeutelentzündung und chronischen Rückenschmerzen.

## Wirken und Ehrungen
1970 gewann Gutiérrez die Silbermedaille des internationalen Tschaikowski-Wettbewerbs und wurde danach unter dem Management Sol Huroks von großen Orchestern aus aller Welt als Solist engagiert. Nach seinem Debüt in London schrieb der Musikkritiker Joan Chissell in der Times; „seine Virtuosität ist die Art, aus denen Legenden gemacht werden“ (“His virtuosity is of the kind of which legends are made”). Gutiérrez spielte mit und unter Dirigenten wie Lorin Maazel, Andrew Davis, Josef Krips, Mstislav Rostropovich, David Zinman, Gerard Schwarz, Andrew Litton, Kurt Masur, James Levine, Gennady Rozhdestvensky, Christoph Eschenbach, Zubin Mehta, Eugene Ormandy, Valery Gergiev, Seiji Ozawa, André Previn, Erich Leinsdorf, Yuri Ahronovitch, Klaus Tennstedt, Vladimir Ashkenazy, Daniel Barenboim und vielen mehr.
1982 gewann er den prestigeträchtigen Avery Fisher Prize in Anerkennung seiner musikalischen Verdienste. Weiterhin gewann er einen 1986 den Emmy für einen Auftritt mit der Chamber Music Society of Lincoln Center.
Viel Lob erntet er für seine Interpretationen der romantischen Musik und über das große Repertoire von Haydn, über Mozart, Beethoven bis zu Brahms, über das er verfügt.
Tonträger bespielte er bei EMI, Telarc und Chandos Records. Darunter
- Prokofievs 2. und 3. Klavierkonzert mit Neeme Järvi und dem Concertgebouw Orchestra. Die Einspielung war noch 2009 Gramophone Magazine Editor’s Choice als Teil der bereits 1990 aufgenommenen Klavierkonzerte Prokofjews[25] (die anderen 3 Konzerte spielte Boris Berman).
- Rachmaninoffs 2. und 3. Klavierkonzert mit Lorin Maazel und dem Pittsburgh Symphony Orchestra. Die Aufnahme war für einen Grammy nominiert.
- Die Klavierkonzerte Nr. 1 und 2 von Johannes Brahms mit André Previn und dem Royal Philharmonic Orchestra
- Tschaikowskis 1. Klavierkonzert und Rachmaninows Rhapsodie über ein Thema von Paganini mit David Zinman und dem Baltimore Symphony Orchestra.
- Frédéric Chopins Preludes, und Robert Schumanns Fantasie C-Dur, 2015 aufgenommen und 2016 bei Bridge Records verlegt.

Gutiérrez ist außerdem ein starker Förderer zeitgenössischer amerikanischer Komponisten. So gehören zu seinen favorisierten Klavierkonzerten Stücke von William Schuman, André Previn und George Perle. Eine seiner Aufnahmen von „George Perles, A Retrospective“ wurde vom The New Yorker 2006 als eine der besten Einspielungen des Jahres gefeiert  Perle widmete neun Bagatelles Gutiérrez.